# 李世仁
李世仁(韓文：이세인，1980年6月16日—)，韩国足球运动员，现在效力于中国足球甲级联赛球队天津松江。

## 俱乐部生涯
李世仁曾经先后效力于K联赛球队大田市民、釜山I'Park和江原FC。他在2009年韩国足协杯第一轮的比赛中独中两元，这是他职业生涯第一次在正式比赛中进球，并帮助球队成功晋级下一轮。
2010年1月9日，中国足球超级联赛球队长春亚泰和李世仁正式签约。李世仁在2010赛季中超联赛中出场26次，亚冠联赛中也代表长春亚泰在所有6场小组赛出场，但赛季后没有和球队续约。
2011年7月8日，李世仁加盟釜山I'Park。2012年2月，李世仁到中国足球甲级联赛球队天津松江试训中得到了教练组的认可，加盟天津松江。